# Nicu Covaci
Nicolae Covaci (n. 19 aprilie 1947, Timișoara, România – d. 2 august 2024, Timișoara, România), mai cunoscut ca Nicu Covaci, a fost un compozitor, cântăreț, chitarist, pictor și grafician român, cunoscut ca fondator și lider al formației Phoenix.

## Biografie
Singurul copil al unei croitorese (Tamara) originară din Basarabia (satul Pripiceni-Răzeși, județul Orhei - din relatarea compozitorului) și al lui Grigore, bănățean de lângă granița cu Serbia. Covaci a crescut fără tată până la vârsta de circa 11 ani, deoarece acesta a fost deținut politic la primul Canal Dunăre-Marea Neagră timp de aproximativ 10 ani. 
A început de mic copil să ia lecții particulare de pian, acordeon și limbă franceză, germană și engleză. Mai târziu, după ce a învățat singur să cânte la muzicuță, a luat și lecții de chitară. 
A urmat secția germană a școlii primare, secția română a școlii generale, liceul de arte plastice și Institutul de Arte Plastice din Timișoara.
Nicu Covaci a părăsit România în 26 octombrie 1976, stabilindu-se mai întâi în Olanda, apoi în Germania și în final în Spania.
În 2012, Covaci locuia în Moraira, Spania. El considera că în Moraira este „acasă" și acolo își petrecea sărbătorile importante, cum ar fi Paștele. 
Covaci a fost un iubitor al motocicletelor,dar și al sportului, practicând printre altele, atletismul, canotajul, karate, boxul, înotul și scufundatul sportiv.
Pe 23 noiembrie 2019 a fost lansată cartea Nicolae Covaci – Pictorul. Aceasta prezintă în premieră peste 100 de fotografii cu lucrări de pictură și sculptură realizate de-a lungul timpului de liderul Phoenix. Albumul este structurat în zece secțiuni și are 116 pagini. Pe lângă comentariile scrise ale lui Covaci, cartea include și 12 coduri QR, care conectează paginile volumului tipărit cu mediul online, fiind astfel prima carte hibridă (smart-book) din domeniul artelor plastice, publicată în România și probabil, în lume.
A decedat în 2 august 2024, la vârsta de 77 de ani, din cauza unei tumori pe creier.

## Controverse

### Divergențe cu foștii colegi de trupă
Nicu Covaci, liderul trupei Phoenix, a avut de-a lungul timpului mai multe divergențe cu foștii colegi de trupă, câștigând în instanță chiar și un proces în privința drepturilor de autor. Astfel, piese precum "Mugur de fluier", „Hei, tramvai" sau „Fata verde" nu vor mai putea fi cântate de acum încolo decât cu acordul lui Nicu Covaci. În același proces, solicitarea lui Nicu Covaci de a primi 400.000 lei drept daune morale de la foștii săi colegi Josef Kappl, Mircea Baniciu, Mani Neumann și Radu Almășan a fost respinsă.
Nicu Covaci: „Nu mă interesează banii, mă interesează să nu-și bată joc de mine și de piesele mele. Să mă lase în pace! Phoenix trebuie să rămână Phoenix, nu șușe, nu înmormântări și avorturi. Nu-mi place când sunt furat și, în plus, sunt și batjocorit. Nu le voi permite în niciun caz să îmi mai cânte piesele pentru că nu au fost cinstiți, nu au fost corecți".
„Toți vin și pleacă din Phoenix pentru că își închipuie că se vor umple de bani, de gagici, de relații, de vai de mine... Ei nu știu ce eforturi și ce sacrificii se cer la Phoenix. Cum nu s-au umplut de bani, visurile lor s-au năruit. Adevărul e că, la ora asta, în România, trebuie să-ți câștigi existența cumva și cu Phoenix, spre rușinea mea, nu pot să le asigur existența. Eu trebuie să trăiesc din concerte, dar eu concerte nu am. Nu am pentru că nu am impresari, nu am manageri, ăștia sunt cei care spală banii statului sau ai cui îi spală și cu mine nu se poate. S-a dus și vorba că, vezi Doamne, cu Nicu Covaci nu poți să te înțelegi! Nu, se spală bani cu nemiluita peste tot și eu am destui dușmani și nu pot să-mi permit să devin șantajabil vreodată. Eu nu le fac jocurile, de aceea nu sunt în joc".
Josef Kappl: „Eu, personal, consider că am câștigat procesul pentru că m-a dat în judecată pentru daune morale. Dar interzicerea pieselor compuse sau înregistrate de Nicolae Covaci la UCMR-ADA, acolo da, a câștigat Covaci, dar a pierdut publicul. Omul s-a folosit de neștiința și de naivitatea noastră. Nicolae Covaci pleca la București și declara piesele fără ca noi să știm. Pe noi ne interesa doar să facem muzică. Eu nu mă așteptam la acest verdict, judecătorii au gândit matematic, acesta însă e un caz mai complex". 

### Implicare politică
Conform propriilor mărturisiri, Nicu Covaci a cântat la manifestațiile omagiale comuniste de 23 August și pentru dictatorul comunist Nicolae Ceaușescu.  De asemenea, în anul 2022 a cântat la nunta lui George Simion, președintele partidului AUR.  Decizia a fost criticată de fostul coleg de trupă Josef Kappl, care a declarat că „mi-e rușine de rușinea lui". 

### Roșia Montană
Trupa Phoenix condusă de Nicu Covaci a cântat în anul 2006 pentru Gabriel Resources, compania care își propunea să exploateze aurul de la Roșia Montană, distrugând situri istorice importante (între care un sit arheologic de interes național introdus ulterior în Patrimoniul Mondial UNESCO, precum și câteva zeci de monumente istorice și situri arheologice de interes local) și să provoace deteriorarea gravă și ireversibilă a mediului înconjurător, inclusiv a două arii protejate.  Anterior, grupul refuzase să participe la FânFest, festivalul opozanților proiectului minier. Când decizia trupei a fost criticată la concerte, Nicu Covaci i-a numit pe contestatari "copii manipulați". 
În replică la decizia Phoenix de a cânta pentru Gabriel Resources, artistul Mihnea Blidariu a publicat un editorial în care a apreciat că „marea voastră <<dizidență>> s-a făcut praf în punguța cu bani de aur de la Gabriel Resources”. 

### Misoginie
Întrebat de Playboy în anul 2000 dacă consideră „femeia ca fiind un obiect sexual”, Nicu Covaci a răspuns: „De cele mai multe ori. Îmi pare rău să spun asta. Nu că nu ar merita mai mult, dar n-am avut timp să investesc mai mult și n-am ascultat niciodată de sfaturile unei femei. N-am muncit niciodată în colectiv cu o femeie”. 

### Coronavirus
În martie 2021, Nicu Covaci a declarat că o persoană cu virusul Covid (Coronavirus) poate scăpa dacă face de două ori pe zi respirație de aer cald de la uscătorul de păr sau inhalații cu aburi în care se pun picături.  A susținut și că soluția pentru un om infectat cu Covid este consumul de băuturi alcoolice din prună.  De asemenea, el a opinat că virusul a fost făcut în laborator ca parte a unui „război planetar bine gândit și mult mai ieftin”. 

## Discografie

### Cu Phoenix
- toate albumele

### Solo
- Cei ce vor fi – Volumul I (CD, Roton, 2007) – piesa „O mie de întrebări” (alături de formația Iris)
- Folk You 2007 (DVD, Jurnalul Național, 2008) – piesa „The Measure of a Man” (live, alături de Silvan Stâncel)

## Filmografie

### Muzică de film
- Nemuritorii (1974) – în colaborare cu Tiberiu Olah

## Cărți publicate
- Phoenix, însă eu... (ediția I), Editura Nemira, București, 1994. ISBN 973-369-009-8
- Phoenix: Însă eu, o pasăre... (ediția a II-a), Editura Integral, București, 2014. ISBN 978-973-8209-52-7
- Phoenix: Giudecata înțelepților, Editura Integral, București, 2014. ISBN 978-973-8209-53-4
- 55 de ani de Phoenix în 21 de interviuri, Editura Integral, București, 2017 (coord. Alexandru Daneș). ISBN 978-606-992-002-2
- Nicolae Covaci – Pictorul, Editura Integral, București, 2019 (coord. Costel Postolache). ISBN 978-606-992-348-1

## Galerie imagini

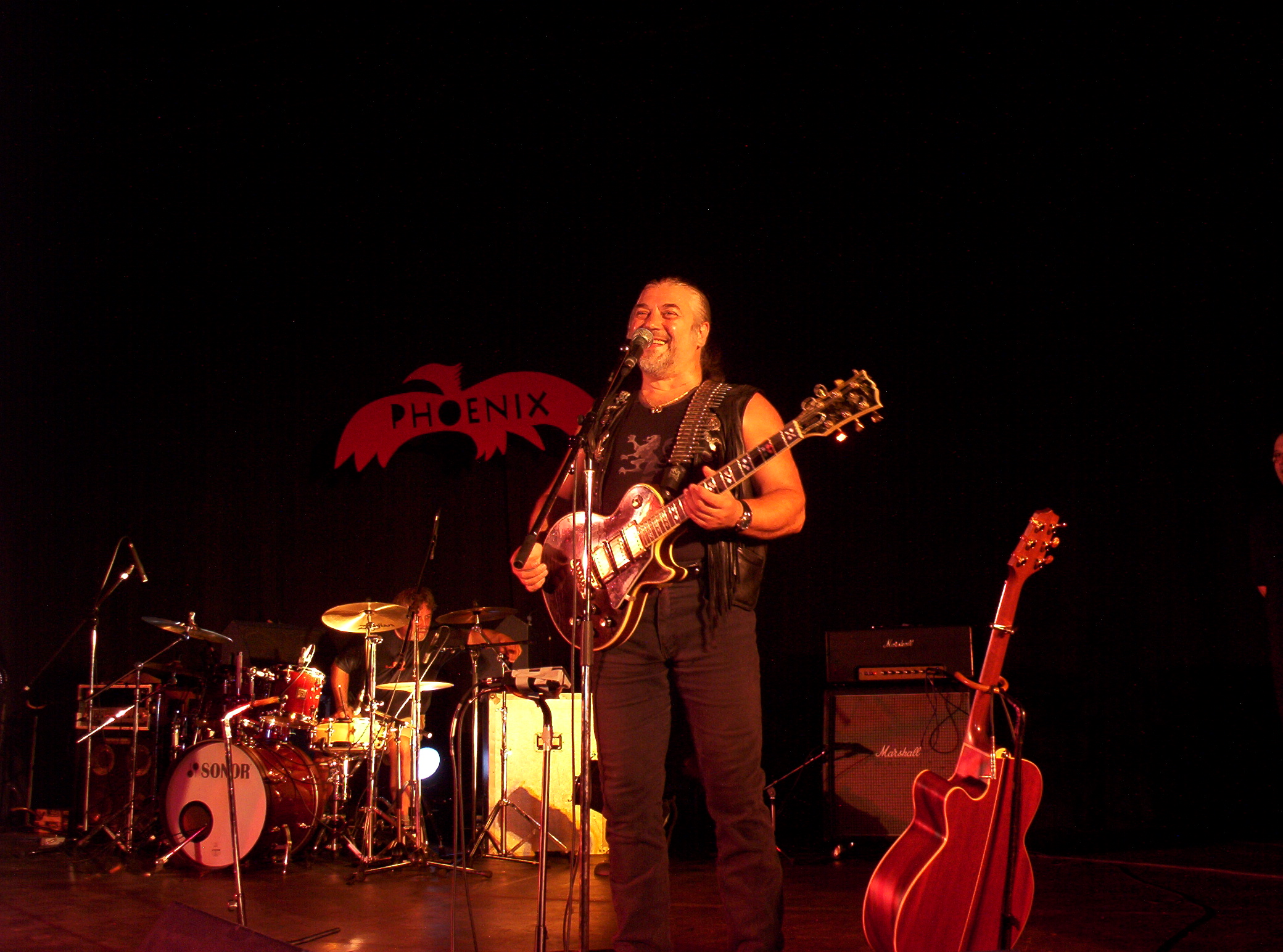
Nicu Covaci, în concert cu Phoenix, Toronto, Canada, 2005
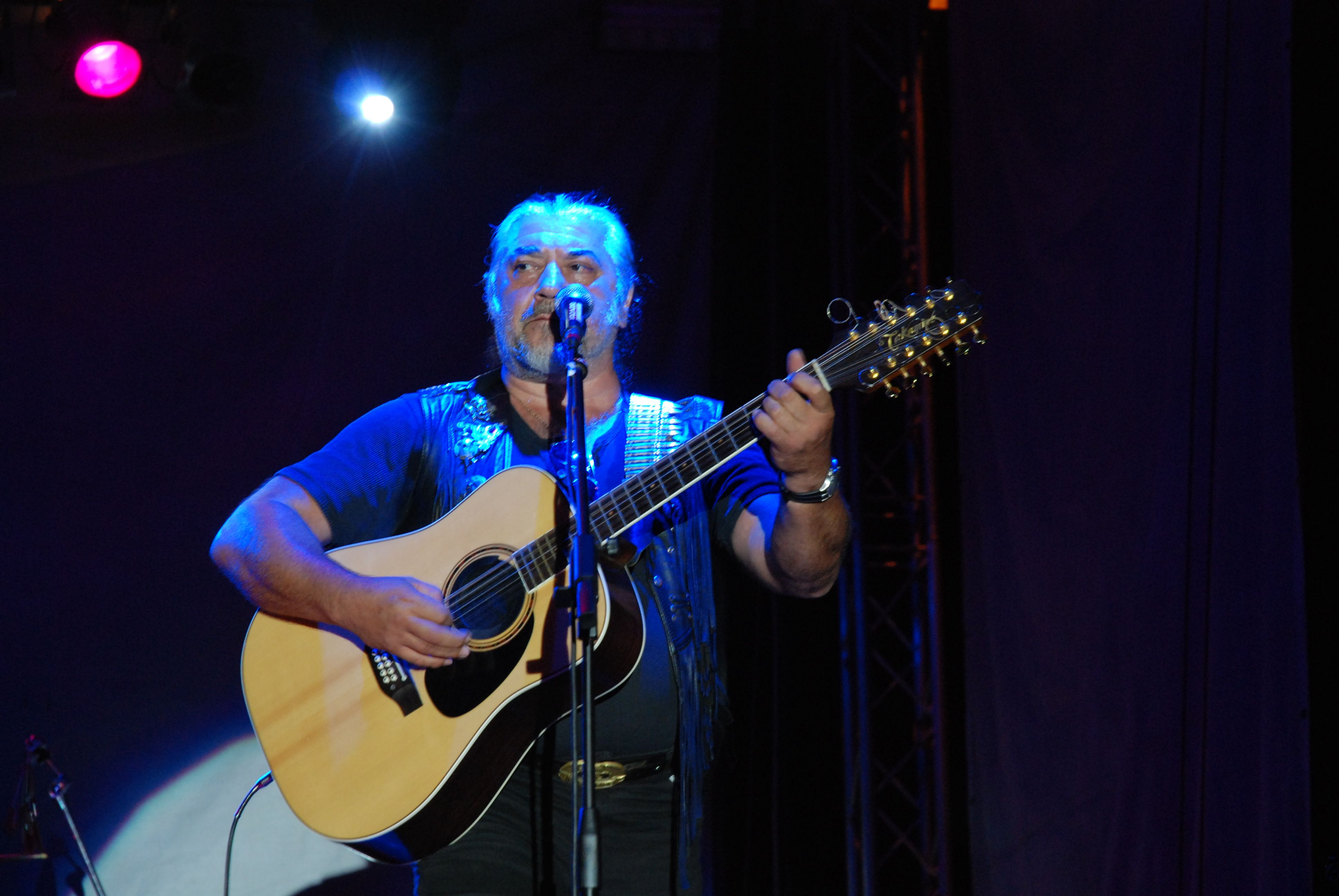
Nicu Covaci, în concert cu Phoenix, 2007
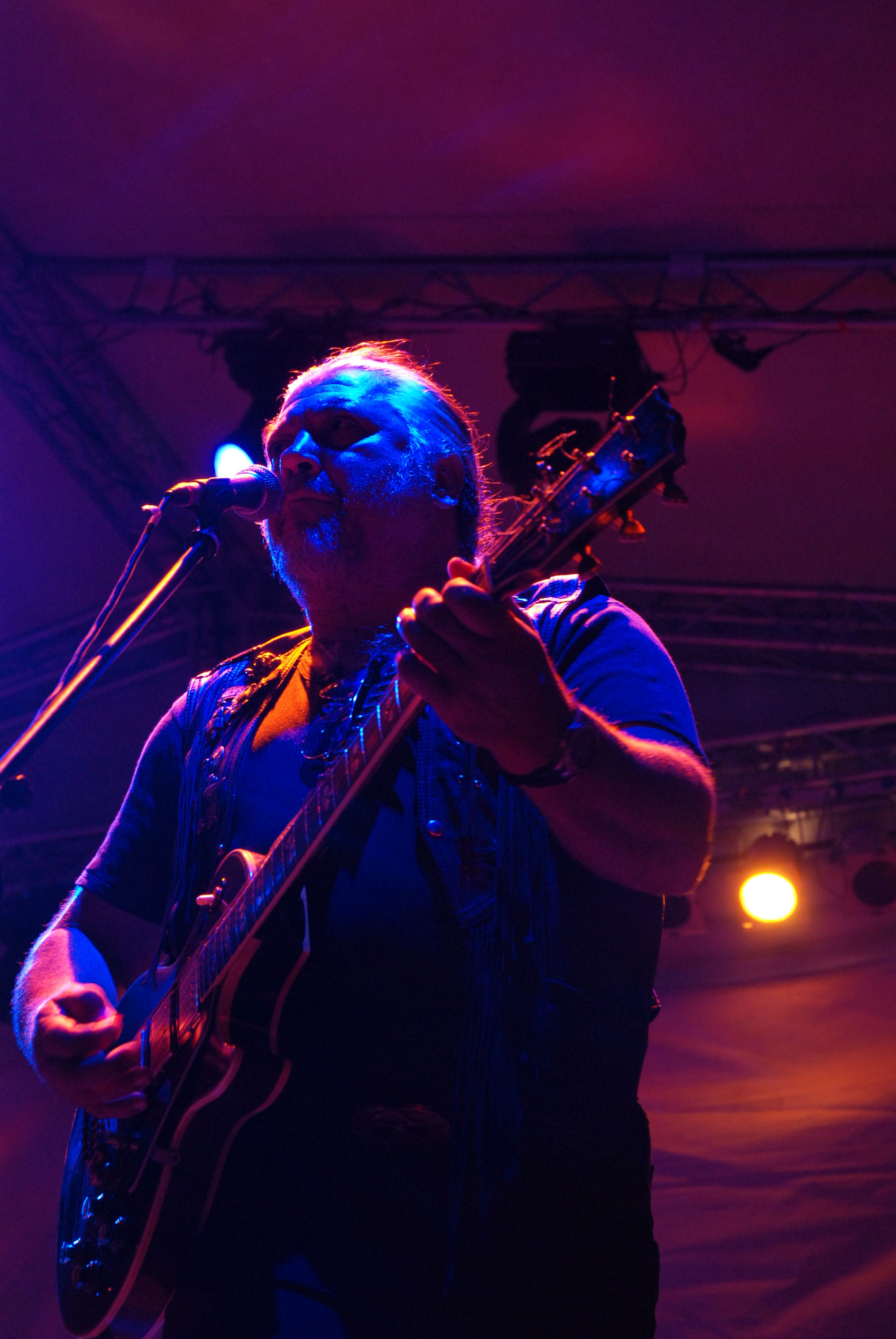
Nicu Covaci, în concert cu Phoenix, 2007
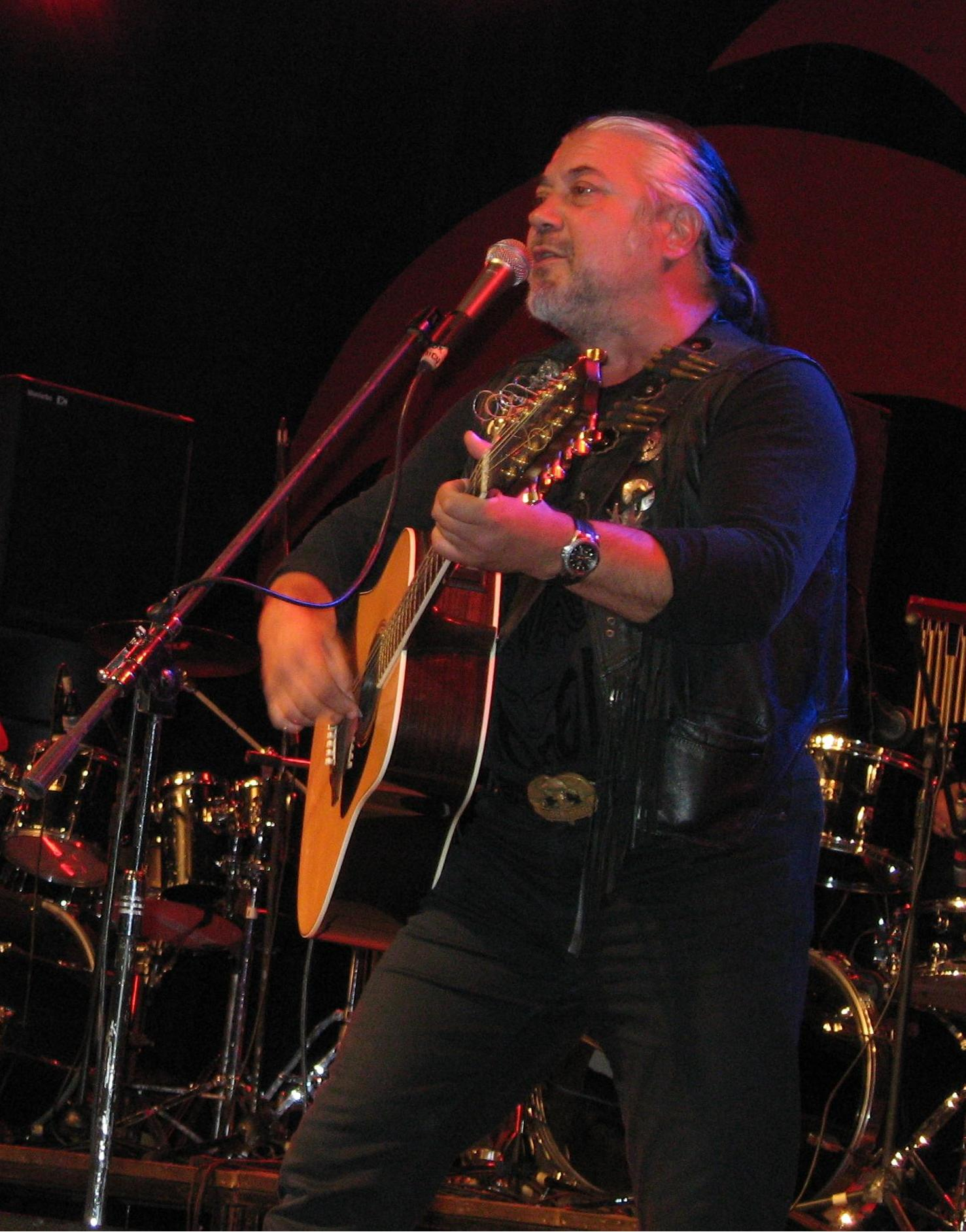
Nicu Covaci, în concert cu Phoenix, 2006